# Hans Drexler (Schwimmer)
Hans Drexler war ein Schweizer Schwimmer.

## Karriere
Drexler nahm 1920 an den Olympischen Spielen in Antwerpen teil. Hier scheiterte er im Wettbewerb über 1500 m Freistil als Vierter des dritten Vorlaufs an der Halbfinalqualifikation.